# Dieter Lehnhoff
Dieter Lehnhoff (Ciutat de Guatemala, 27 de maig de 1955), compositor, director d'orquestra i musicòleg alemany.

## Vida
Dieter Lehnhoff va ser alumne de Klaus Ager, Friedrich Heller, Gerhard Wimberger i Josef Maria Horváth a Salzburg, Àustria. Més endavant va estudiar a la Universitat Catòlica d'Amèrica a Washington, DC, on va estudiar composició amb Conrad Bernier i Helmut Braunlich, adreça d'orquestra amb Donald Thulean, i musicologia amb Cyrilla Barr i Ruth Steiner. Va obtenir els seus graus de Màster (M.A.) i Doctor (Ph.D.), amb distinció i les màximes qualificacions.[1] Anomenat a Guatemala i animat pel desig d'elevar el nivell i la identitat musicals del país a través de l'enfortiment de l'ensenyament superior i la investigació del llegat musical, va fundar el Departament de Música de la Universitat del Valle de Guatemala i l'Institut de Musicologia de la Universitat Rafael Landívar.[2] L'Associació d'Amics del País, que estava propiciant l'edició de la Història General de Guatemala, li va encarregar l'enregistrament d'una sèrie discogràfica amb música de totes les èpoques. El resultat va ser la sèrie discogràfica Música històrica de Guatemala, composta per set discos compactes amb música prèviament inèdita de tots els períodes històrics del país.[3] Al mateix temps, el Dr. Lehnhoff va escriure una sèrie de més de 200 capítols i articles sobre la música i músics de Guatemala en publicacions periòdiques i lexicogràfiques a Xile, Espanya, els Estats Units d'Amèrica, Guatemala, França, el Regne Unit i Veneçuela. Els seus llibres sobre la música de Guatemala s'han convertit en referència obligatòria per als estudiosos de la cultura guatemalenca.[4] Els seus escrits van motivar que se li convidés per ingressar com a acadèmic de nombre a l'Acadèmia de Geografia i Història de Guatemala (1993) i a l'Acadèmia Guatemalenca de la Llengua (2003). Alhora, és membre corresponent de la Reial Acadèmia Espanyola i de les Acadèmies de la Història de l'Argentina, Espanya, Puerto Rico, Uruguai i Veneçuela.
Ha participat per invitació en més de quaranta festivals i congressos internacionals a Europa i les Amèriques, com a orador o ponent, com a compositor, com a director d'orquestra o com a intèrpret amb la seva Ensemble Millennium. En 2002 va ser membre del jurat del prestigiós guardó espanyol Premi Iberoamericano de Música Tomás Luis de Victoria.
Com a director i intèrpret s'ha preocupat per difondre la música històrica de Guatemala en concerts a Europa i les tres Amèriques. En els concerts[5] de la seva Orquestra Millennium i altres agrupacions orquestrals i corals sovint programa composicions guatemalenques al costat d'obres clàssiques o contemporànies universals. La seva sèrie Visqui Mozart!, duta a terme de gener a desembre de 2006, va despertar una ona d'entusiasme per la música clàssica a Guatemala, amb sales plenes a la Ciutat de Guatemala i Quetzaltenango.[6]
Els seus reeixits concerts de música de Guatemala en l'exterior han coadjuvat a prestigiar la imatge cultural del país, amb presentacions recents a Tenerife, Illes Canàries, Espanya; en Syracusa, Nova York, en el BID de Washington, DC,[7] o en el Festival Tropical Baroque de Coral Gables, Florida, al costat d'altres importants intèrprets del barroc iberoamericà.[8] També és convidat a dirigir en l'Americas Society de Nova York, interpretant música pròpia i dels grans Renaixentistes de Guatemala.,[9] i al V Festival de la Música del Passat d'Amèrica a Caracas, Veneçuela. En 2007 dirigeix l'Orquestra de la Universitat Nacional de Costa Rica com a primer director convidat, presentant en el concert inaugural dut a terme en el Teatre Nacional de Costa Rica la Setena Simfonia del clàssic guatemalenc José Eulalio Samayoa, el seu propi Primer Concert per a Piano i Orquestra, amb José Pablo Quesada com a solista, i l'estrena mundial del Concert per a Piano rajo esquerra op. 145 del costa-riqueny Mario Alfagüell, amb Eduardo Solano com a solista.[10]

## Obres recents
Les composicions originals de Dieter Lehnhoff han estat interpretades a Europa, les tres Américas i Àsia. La seva Missa de San Isidro (2001) per a cor a cappella es va estrenar a Tenerife, Illes Canàries, Espanya, en 2002, i ha estat cantada per diversos cors professionals en festivals en Medellín, Tòquio i Nova York. El seu Concert per a Piano i Orquestra Nº 1, dedicat al gran mestre pianista rus Alexandr Sklioutovski, va ser estrenat en el Teatre Nacional de Guatemala pel jove pianista costarricense José Pablo Quesada, amb l'Orquestra Millennium sota l'adreça del compositor. En 2007 va ser interpretat novament amb gran èxit i ressenyes crítiques entusiastes, en el Teatre Nacional de San José, Costa Rica, amb el mateix solista i el compositor al capdavant de l'Orquestra Simfònica de la Universitat Nacional de Costa Rica. L'obra va formar part del XV Festival Llatinoamericà de Música a Caracas, on el mateix solista va ser acompanyat per l'Orquestra Filharmònica de Veneçuela. El Concert per a Piano i Orquestra Nº 2 (2007) de Dieter Lehnhoff es va estrenar l'agost de 2008 a l'Auditori Juan Bautista Gutiérrez de la Ciutat de Guatemala. El solista va ser el virtuós pianista costarricense Sergio Sandí, amb l'Orquestra Millennium i la Bachensemble Leipzig sota l'adreça del compositor. Tots dos concerts estan composts en un estil personal postmodern en el qual s'escolten influències de la música contemporània vienesa al costat d'evocacions harmòniques i rítmiques del jazz, del blues i del tango, en un llenguatge musical fluid de gran mestratge tècnic. Els seus Hai-kai per a piano, peces aforísticas en tècnica dodecafónica, han atret l'atenció d'estudiosos i analistes com la distingida musicòloga russa Dra. Tamara Skliutovskaya i han estat interpretats per pianistes internacionals. La seva música pianística, coral i de càmera ha estat presentada en nombrosos festivals al voltant del món. El seu díptic electroacústico Escenes primigènies, publicat en disc compacte en 1999, ha servit com a model per a desenvolupaments cinematogràfics recents. La seva obra escènica Satuyé, sobre un llibret propi multilingüe, tracta sobre el poble Garinagu o Garífuna, i la seva arribada a terres centroamericanas.

## Obres principals
Composicions Les seves obres originals es presenten a Europa, Àsia i les Amèriques. Entre les seves composicions originals es destaquen: 
- Requiem, cor masculí i cinta electroacústica, Salzburg, 1975
- Kammersinfonie, orquestra, 1975, rev. 1989
- Streichquartett, obra escènica, 1975
- Cançons criolles, 3 veus, guitarra, piano, 1976
- Cantos llatins de Natividad, cor a 4 veus a cappella, Washington, 1988[11]
- Simfonia No. 2 "per a un nou mil·lenni", orquestra, Washington, 1990
- Cantessis del Pla, orquestra de cordes, Caracas, 1993
- Incident en Izabal, clarinet i marimba, 1997
- Memòries d'un dia remot, electroacústica, 1999
- Rituals nocturns, electroacústica, 1999
- Missa de San Isidro, cor a 4 veus a cappella, 2001[12]
- Hai-kai, piano, 2001[13]
- Chaaj, cant i marimba, 2003
- Concert per a Piano i Orquestra No. 1, 2005
- Diferències, quartet de cordes, 2006
- Concert per a Piano i Orquestra No. 2, 2007
- Satuyé, òpera, 2007[14]

## Llibres
- Creació Musical a Guatemala. Guatemala: Universitat Rafael Landívar i Fundació G&T Continental, 2005. ISBN 99922-70-47-0
- Petjades de la Guerra en l'Art Musical. Comitè Internacional de la Creu Vermella CICR, 1999.
- Rafael Antonio Castellanos: vida i obra d'un músic guatemalenc. Guatemala: Universitat Rafael Landívar, Institut de Musicologia, 1994.[4]
- Espasa i Pentagrama: la Música Polifònica en la Guatemala del segle XVI. Guatemala: Universitat Rafael Landívar, 1986.[16]